# Glasriket
Glasriket è un'area di Småland nota per la diffusa industria del vetro sin dal XVIII secolo. Oggi ci sono 13 vetrerie e fonderie, e un gran numero di aziende più piccole a Glasriket.
Glasriket è una cooperativa consolidata e formalizzata tra i comuni di Emmaboda, Lessebo, Nybro e Uppvidinge nello Småland (contee di Kalmar e Kronoberg) e le vetrerie operative e le fonderie. La società AB Glasriket è un'organizzazione di marketing, posseduta al 60% dalle vetrerie e al 40% dai quattro comuni.

## Vetrerie alla fine degli anni '80

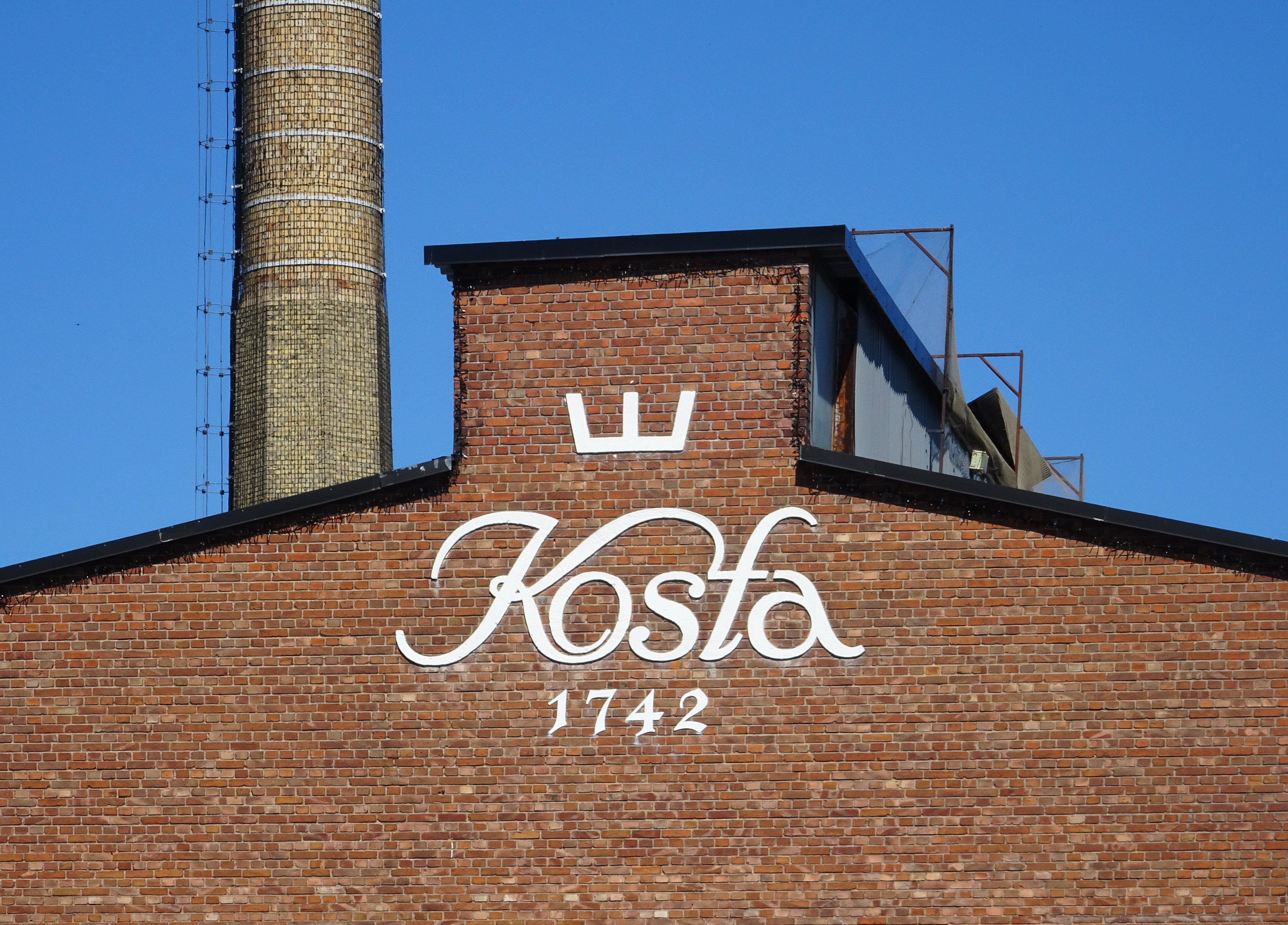
"Cost 1742", vetreria Kosta, 2018.

Alcune delle vetrerie di Glasriket che esistevano ancora alla fine degli anni '80 erano:
Nel 1990 sette vetrerie: Kosta, Åfors, Boda, Orrefors, Sea, Sandvik e Johansfors formarono un gruppo di vetrerie sotto il nome di Orrefors Kosta Boda AB. Il gruppo venne venduto nel 1997 al Royal Scandinavia A/S e nel 1998 contava 1.068 dipendenti. Nel 1994 la produzione della vetreria Johansfors venne venduta ai dipendenti della vetreria stessa. Nel 2003 venne chiusa la vetreria di Boda e l'anno seguente quella di Sandvik. Dal 2005 il gruppo fa parte del New Wave Group AB. Nel giugno 2013 la produzione a Orrefors e Åfors venne interrotta.

## Origine

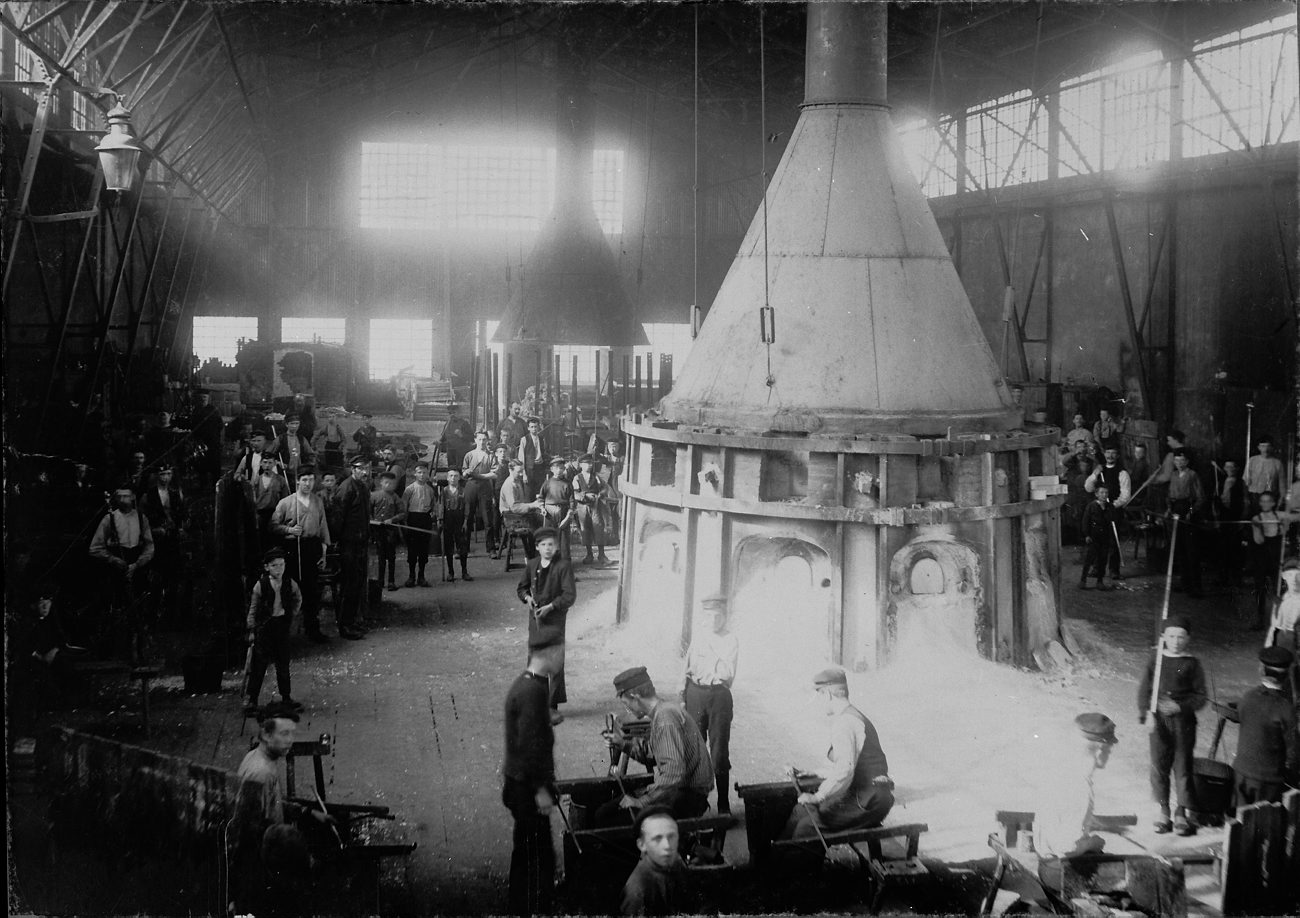
Vetreria Orrefors intorno al 1900.

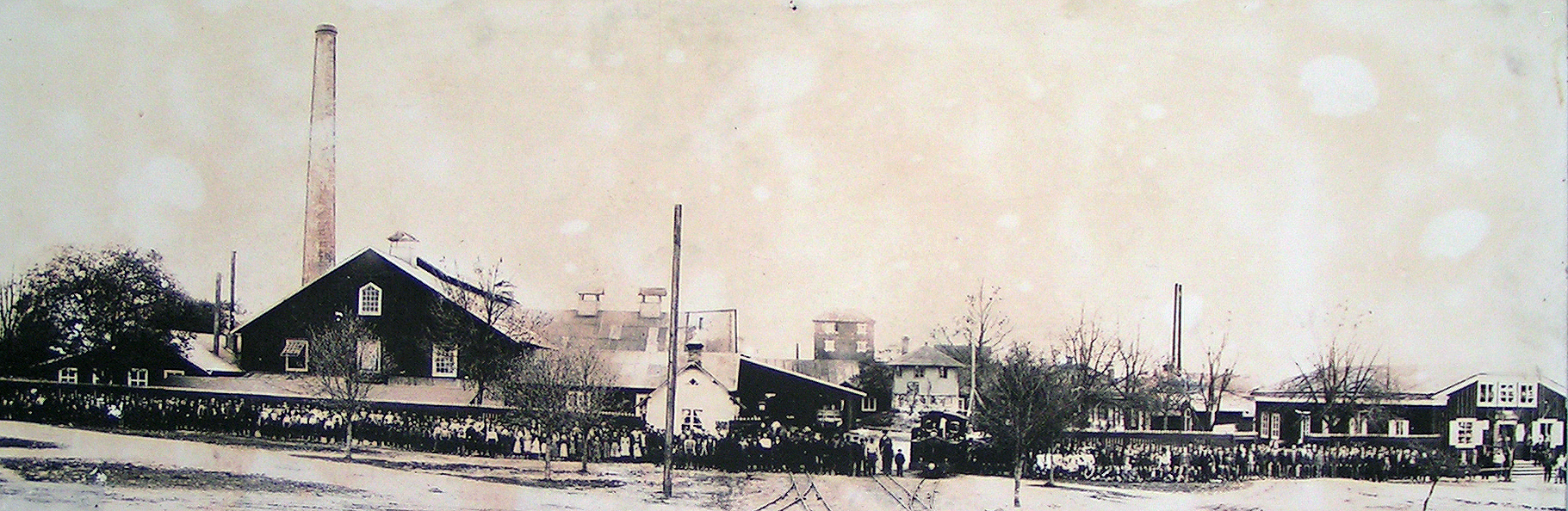
Vetreria Kosta con i 500 dipendenti, alla fine del XIX secolo.

Geograficamente, Glasriket si trova nei comuni di Lessebo, Emmaboda, Nybro e Uppvidinge nello Småland sud-orientale. Nei secoli XVIII e XIX. I governatori della contea di Kronoberg e della contea di Kalmar si accordarono per cercare di sfruttare l'area intorno al confine della contea per scopi industriali. Nella zona erano già presenti diverse fabbriche ma erano spesso dedite all'estrazione del ferro dai laghi.
Per favorire l'insediamento delle fabbriche e l'inizio della produzione di vetro, vennero concesse condizioni favorevoli come la donazione di vaste aree forestali. 
Inizialmente le vetrerie erano impegnate solo nella produzione in serie di vetro per il mercato interno. Con l'aumento della concorrenza alla fine del XIX secolo, alcune vetrerie, in particolare Orrefors e Kosta, cominciarono ad utilizzare designer che ebbero successo durante il XX secolo. Fu allora che il termine Glasriket fu coniato quando le vetrerie nello Småland orientale arrivarono ad esibire il design moderno che veniva venduto all'estero, a differenza delle altre vetrerie del paese che si occupavano principalmente della produzione in serie per il mercato interno.
Nel corso dei secoli, un centinaio di vetrerie sono state operative a Glasriket. Oggi la produzione avviene in 13 fabbriche.